# Obreja (okręg Gorj)
Obreja (wymowaⓘ) – wieś w Rumunii, w okręgu Gorj, w gminie Stănești. W 2011 roku liczyła 118 mieszkańców.